# Hacker i samuraj
Haker i samuraj (ang. The Cyberthief and the Samurai) – biografia znanego amerykańskiego hakera Kevina Mitnicka napisana przez Jeffa Goodella, amerykańskiego dziennikarza magazynu Rolling Stone. W książce opisane jest życie Mitnicka od późnych lat 70. do jego aresztowania w 1995 roku.
Goodell kładzie szczególny nacisk na ukazanie nielegalnej działalności Mitnicka oraz poszukiwania go przez FBI w kontekście nastrojów społecznych i medialnych panujących w Stanach Zjednoczonych na początku lat 90. Wiele miejsca poświęca także sylwetce Tsutomu Shimomury. Opisuje jego dzieciństwo, migrację do USA oraz powody, przez które postawił sobie za punkt honoru złapanie Kevina Mitnicka.
Dziennikarz dokładnie opisuje źródła, które posłużyły mu za podstawę pisania książki (rozmawiał m.in. z kilkoma znanymi hakerami: Susan Headley, Lewisem DePayne'em, Ronem Austinem i Justinem Petersenem). Otwarcie przyznaje jednak, że nigdy nie spotkał Kevina Mitnicka, a także, że większość informacji o Tsutomu Shimomurze nie pochodzi bezpośrednio od niego.

## Skrót przedstawionych wydarzeń
Jeff Goodell rozpoczyna opisywanie życia Kevina Mitnicka od grudnia 1992 roku, w którym to haker ucieka przed zasadzką zastawioną na niego przez Wydział Miejski Policji okręgu Los Angeles w pracowni kserograficznej Kinko na Bulwarze Ventury w Studio City pod Los Angeles. Niecały miesiąc wcześniej wydano nakaz aresztowania Mitnicka za złamanie postanowień zwolnienia warunkowego.
Dalej Autor cofa się o kilkanaście lat, aby opowiedzieć o wszystkich ważnych wydarzeniach z życia Kevina do tego czasu. Opisuje jego dzieciństwo, pierwszy wyrok sądowy, poznanie żony - Bonnie Vitello, próby podejmowania legalnej pracy, znajomość z Lennym DiCicco, pierwsze aresztowanie, wizytę w przytułku żydowskim, rozwód oraz reakcję na śmierć brata.
Goodell przedstawia także inne postacie związane z Mitnickiem, w tym: Justina Petersena, wuja Kevina - Mitchella Mitnicka, jego kryminalną przeszłość i prawdopodobny udział w morderstwie oraz Neilla Clifta (przekazywał FBI swoje rozmowy z Mitnickiem).
Następnie dziennikarz przedstawia wydarzenia z roku 1994, kiedy to Mitnick zostaje "Najbardziej poszukiwanym hakerem w Stanach Zjednoczonych". Pod koniec roku Mitnick włamuje się do komputera Tsutomu Shimomury. Po zrelacjonowaniu jego przebiegu ze strony Japończyka Goodell przedstawia dokładny opis poszukiwań Mitnicka, kładąc szczególny nacisk na udział Shimomury (a później także dziennikarza Johna Markoffa) w śledztwie FBI przeciwko Mitnickowi.
Książka kończy się na aresztowaniu Kevina Mitnicka i relacji z późniejszej rozmowy Goodella z Shimomurą.